# Thamnophilidae
Los tamnofílidos (Thamnophilidae) son una familia de aves paseriformes perteneciente al parvorden Furnariida que agrupa a alrededor de 240 especies, en alrededor de 63 géneros, de distribución geográfica neotropical, que habitan en los bosques y selvas tropicales y subtropicales de América Central y América del Sur, principalmente de baja altitud. Son conocidas por los nombres comunes de hormigueros, hormigueritos, bataráes, bataritos, tiluchíes y ojodefuegos, entre otros.
Los tamnofílidos son, en general, aves pequeñas con alas redondeadas y piernas fuertes. Los colores predominantes del plumaje son el gris, negro, blanco y castaño. Exhiben dimorfismo sexual en el patrón de colorido del plumaje. Algunas especies comunican alertas al exponer parches blancos normalmente ocultos, en el dorso o en los hombros. La mayoría tiene picos fuertes, que en muchas especies termina en forma de gancho.  
La mayoría de las especies habita en selvas, aunque unas pocas son encontradas en otros hábitats. La mayor parte de su dieta consiste de insectos y otros artrópodos, aunque ocasionalmente se alimentan también de pequeños vertebrados. La mayoría forrajea en el sotobosque y en el estrato medio de la selva, aunque unas pocas prefieren el dosel, y otras pocas el suelo. Muchas se juntan a bandadas mixtas de alimentación, y algunas de ellas son especies líderes de estas bandadas. Unas dos decenas de especies son seguidoras especializadas de columnas de hormigas guerreras para alimentarse de los pequeños invertebrados espantados por estas columnas, y muchas otras se alimentan de este modo de forma oportunista.  
Los tamnofílidos son monógamos, forman pareja para toda la vida, y defienden su territorio. Generalmente depositan dos huevos en un nido que puede estar suspendido de una rama o soportado por una rama, o en el suelo. Ambos sexos dividen las tareas de la incubación y de cuidar y alimentar a las crías. Una vez que empluman, cada padre cuida exclusivamente de un polluelo. 
Alrededor de 31 especies están amenazadas de extinción como resultado de las actividades humanas. Los tamnofílidos no son objeto de caza o de comercio de mascotas. La principal amenaza proviene de la destrucción de su ambiente, que causa fragmentación y degradación y una creciente predación de sus nidos en los fragmentos de hábitat.

## Características morfológicas

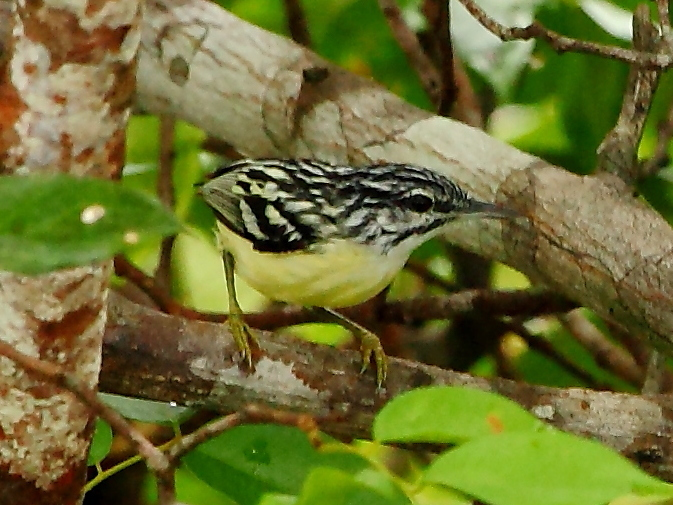
Myrmotherula brachyura, el menor tamnofílido.

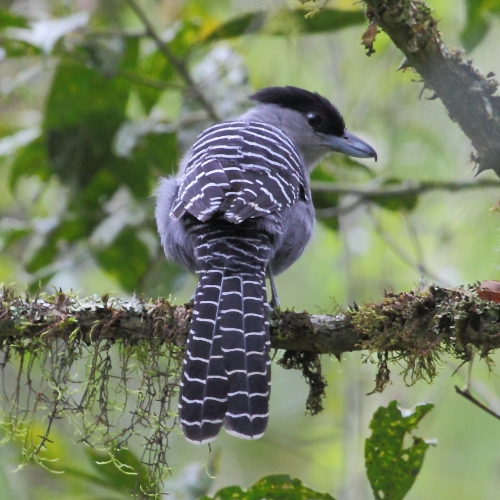
Batara cinerea, el mayor tamnofílido.

Los miembros esta familia son un grupo grande y diversificado de pájaros de talla pequeña a mediana, midiendo entre 7,5 a 34 cm. Los menores de la familia son los hormigueritos pigmeo (Myrmotherula brachyura) y de Griscom (Myrmotherula ignota), que miden entre 7,5 y 8 cm y pesan entre 6 y 8 g y el mayor es el batará gigante (Batara cinerea), que mide entre 27 y 34 cm y pesa entre 100 y 155 g. El patrón de plumaje es generalmente bastante distintivo, lo que facilita su identificación al ser bien visualizados. Diferentemente de las especies de las familias Grallariidae y Formicariidae, las aves de la presente familia de forma general exhiben un notable dimorfismo sexual. El patrón de plumaje es modesto y generalmente desvaído; los colores predominantes son el blanco y el negro o gris en los machos y la asociación de estos colores con el castaño o el ocre, principalmente en el plumaje de las hembras y de los machos jóvenes. Muchas especies tienen un parche de plumas blancas (a veces de otro color) en el dorso (conocido como parche interescapular), en los hombros o debajo de las alas. Normalmente, este parche está oculto por las plumas oscuras del dorso, pero cuando el ave se excita o se alarma, estas plumas pueden ser erizadas para exhibir el parche blanco. Generalmente tienen las alas cortas y patas fuertes. Suelen tener la cola corta. El pico, proporcionalmente largo, es ganchudo en algunas especies. Con el objetivo de explorar determinados biotópos del sotobosque, rico en perchas verticales y pobre en perchas horizontales, muchas especies desarrollaron dedos con estructura sindáctila, o sea, el segundo y tercer dedos son unidos en la base, haciendo al conjunto más reforzado, lo que auxilia a estas especies a capturar presas desde dichas perchas verticales.

## Comportamiento
La mayoría de las especies prefiere el denso sotobosque de selvas y bosques tropicales y subtropicales y tienden a ser inquietos y de movimientos rápidos, lo que en muchos casos dificulta su observación. Ocupan prácticamente todos los nichos que una selva puede ofrecer a un pájaro insectívoro, desde el sotobosque hasta las copas, habiendo especies simpátricas perteneciendo a un mismo género, pero cada una forrajeando en un estrato diferente de la vegetación, como ocurre con los Myrmotherula o con los Dysithamnus. Este fenómeno solo es posible debido a la amplia biodiversidad de las selvas neotropicales, tanto es que apenas recientemente los ornitólogos esbozaron los primeros trazos de patrones de comportamiento tan complejos cuanto interesantes en pájaros neotropicales.

### Alimentación
En general se alimentan de insectos, que capturan en el suelo o cerca de él. Algunas especies se han especializado en seguir a las columnas de hormigas legionarias (Eciton o Labidus) para cazar los pequeños invertebrados que huyen de las hormigas. A pesar de su nombre popular: «hormigueros», raramente un tamnofílido seguidor de hormigas devora uno de estos himenópteros. Las complejas interacciones que envuelven a los pájaros seguidores de regueros de hormigas, fueron objeto de estudio por los científicos durante décadas, como los Formicariidae, Dendrocolaptidae, Furnariidae y Thraupidae entre otros, y hasta de pájaros africanos seguidores de hormigas.

### Reproducción
Los tamnofílidos son monógamos, forman pareja para toda la vida, y defienden su territorio. Generalmente depositan dos huevos en un nido que puede estar suspendido de una rama o soportado por una rama, o en un montículo en el suelo. Ambos sexos dividen las tareas de la incubación y de cuidar y alimentar a las crías. Una vez que empluman, cada padre cuida exclusivamente de un polluelo.

### Vocalización
Los cantos de los tamnofílidos son generalmente sonoros y fácilmente reconocibles y frecuentemente llaman la atención. Generalmente se componen de notas simples, repetidas y descomplicadas. Esta familia es uno de los subóscinos del suborden Tyranni) que tiene la siringe más simple que otras aves canoras.

## Distribución y hábitat

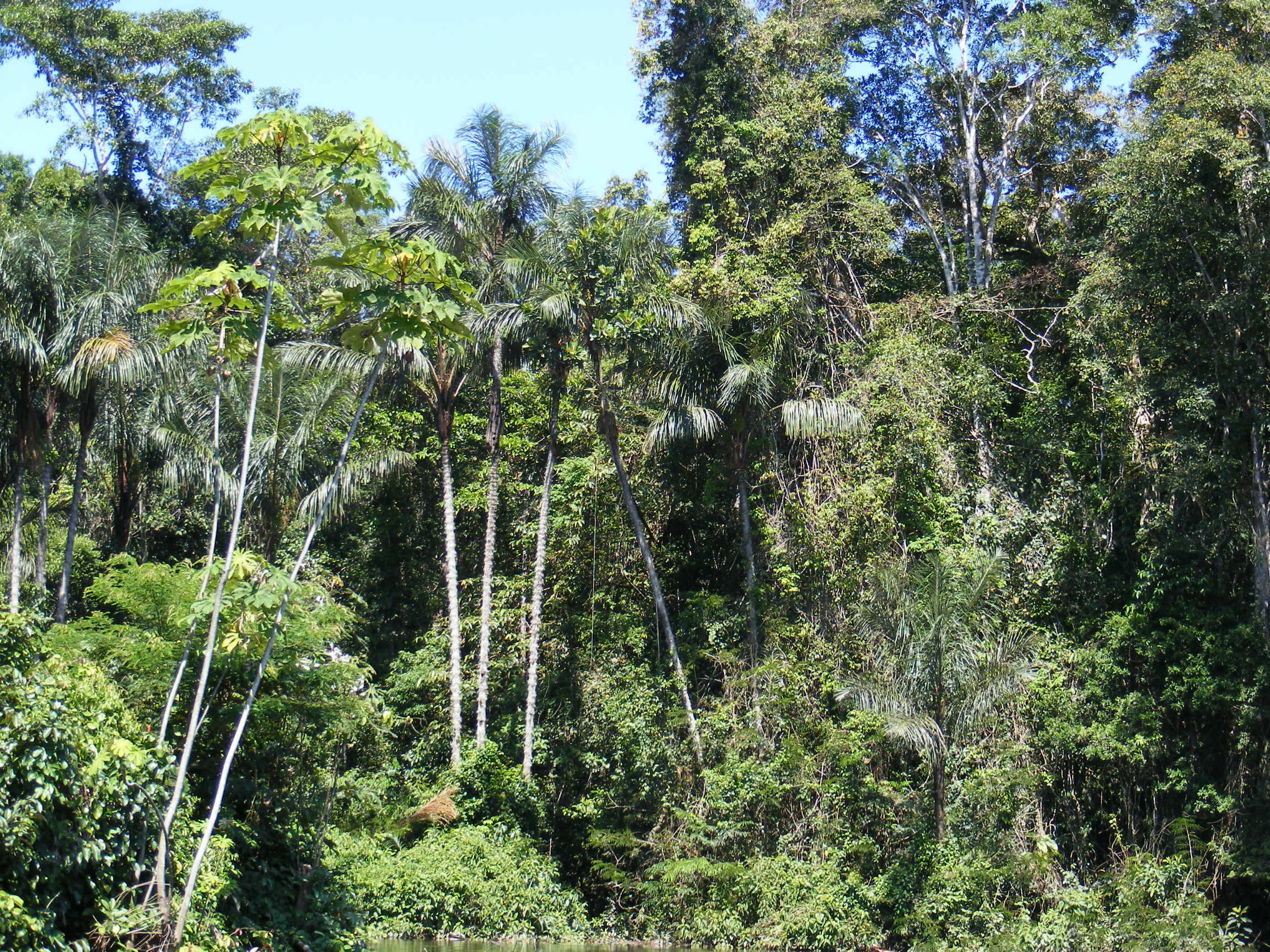
El sotobosque de la selva amazónica en Loreto, Perú, uno de los ambientes preferidos de los tamnofílidos.

Las especies de esta familia se distribuyen desde el este de México, por América Central y del Sur hasta el norte de Argentina, muy pocas especies hasta Uruguay y el centro este de Argentina; por el oeste, a partir del norte de Perú, están ausentes a occidente de los Andes. Encuentran su mayor diversidad en las selvas húmedas de baja altitud de la cuenca amazónica y de la Mata Atlántica, donde prefieren el denso sotobosque. Unos pocas especies se distribuyen en regiones andinas o en hábitats más abiertos como caatingas y sabanas.

## Estado de conservación

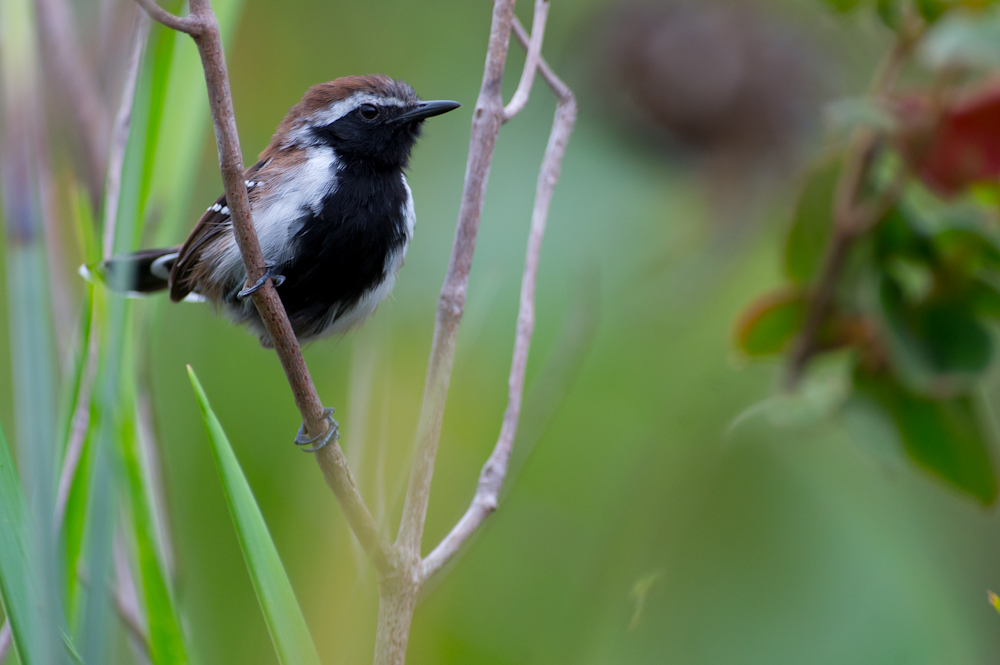
El hormiguerito de Sincorá, especie amenazada de extinción.

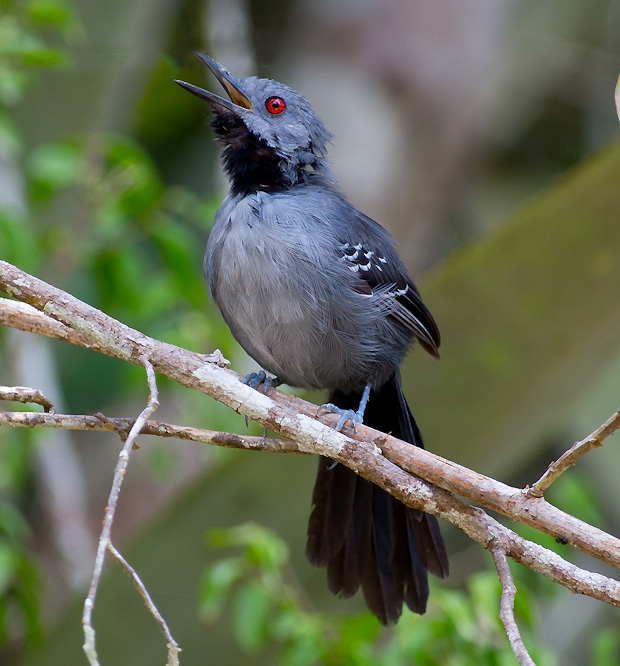
El hormiguero esbelto, especie amenazada de extinción.

De acuerdo con la Unión Internacional para la Conservación de la Naturaleza (IUCN), la situación de conservación en el mes de noviembre de 2023, de las 242 especies listadas por Birdlife International, es la siguiente:
- CR Críticamente amenazadas: cuatro especies (1,7% de los tamnofílidos); los endemismos brasileños hormiguerito de Alagoas (Myrmotherula snowi), tiluchí de Sick (Terenura sicki) y hormiguerito paludícola (Formicivora paludicola), y brasileño - guayanés hormiguero del Branco (Cercomacra carbonaria).
- EN Amenazadas: siete especies (2,9% de los tamnofílidos); incluyendo 4 endemismos brasileños: los hormigueritos encapuchado (Formicivora erythronotos) y de Sincorá (Formicivora grantsaui), el ojodefuego de Bahía (Pyriglena atra) y los hormigueros esbelto (Rhopornis ardesiacus) y festoneado (Myrmoderus ruficauda); un endemismo peruano-boliviano: el tiluchí lomigualdo (Euchrepomis sharpei) y uno colombiano - venezolano: el batará piquicurvo (Clytoctantes alixii).
- VU Vulnerables: diecinueve especies (7,8% de los tamnofílidos).
- NT Casi amenazadas: diecinueve especies (7,8% de los tamnofílidos).
- LC Preocupación menor: ciento noventa y tres especies (79,8% de los tamnofílidos).

## Sistemática
Por mucho tiempo, esta familia estuvo incluida en Formicariidae, como la subfamilia Thamnophilinae, pero fue separada siguiendo a diversos autores, entre los cuales Sibley & Ahlquist (1990), debido al reconocimiento de diferencias en la estructura del esternón y de la siringe y a los estudios de hibridación de ADN-ADN de la Taxonomía de Sibley-Ahlquist.
Datos genéticos más recientes, como Irestedt et al (2002), Chesser (2004) y Moyle et al (2009) corroboraron estos resultados.
Dentro de la familia Thamnophilidae, se ha demostrado, como estudiado por Irestedt et al (2004), Brumfield et al (2007), Moyle et al (2009) e Isler et al (2013), que la secuencia actual de géneros no refleja las relaciones filogenéticas.
Ohlson et al (2013) propusieron dividir la familia en tres subfamilias: Euchrepomidinae, Myrmornithinae y Thamnophilinae, esta última dividida en cinco tribus. El Comité de Clasificación de Sudamérica (SACC) aguarda urgentemente una propuesta para modificar la actual secuencia filogenética de los géneros, para reflejar los datos recientes.
La familia Thamnophilidae contiene diversos géneros que comprenden un gran número de especies, así como un número considerable de géneros pequeños o monotípicos. Los estudios más recientes también concluyeron que algunas especies, principalmente en Myrmotherula y Myrmeciza, deberían ser asignadas a géneros diferentes. El resultado fue que Myrmotherula fue dividido en cuatro géneros y Myrmeciza en 12 géneros.

### Cladograma propuesto para el parvorden Furnariida
De acuerdo a la clasificación propuesta por Ohlson et al (2013), así se ubica la presente familia:
|                | Euchrepomidinae: Euchrepomis |
|                | |
|                | Myrmornithinae: Myrmornis, Pygiptila, Thamnistes |
|                | |
| Thamnophilinae | \| \| Microrhopiini: Myrmorchilus, Myrmophylax, Ammonastes, Microrhopias, Neoctantes, Epinecrophylla, Clytoctantes (prov.) \| \| \| \| \| \| Formicivorini: Formicivora, Myrmochanes, Terenura, Myrmotherula \| \| \| \| \| \| Thamnophilini: Dichrozona, Rhopias, Isleria, Thamnomanes, Megastictus, Dysithamnus, Herpsilochmus, Cymbilaimus, Taraba, Hypoedaleus, Batara, Mackenziaena, Frederickena, Sakesphorus, Thamnophilus, Biatas (prov.), Radinopsyche, Xenornis (prov.), Sakesphoroides \| \| \| \| \| \| Pyriglenini: Sclateria, Myrmelastes, Hypocnemoides, Hylophylax, Poliocrania, Sipia, Ampelornis, Myrmoborus, Pyriglena, Gymnocichla, Percnostola, Akletos, Hafferia, Myrmoderus, Sciaphylax \| \| \| \| \| \| Pithyini: Cercomacra, Cercomacroides, Drymophila, Hypocnemis, Willisornis, Pithys, Phaenostictus, Phlegopsis, Gymnopithys, Oneillornis, Rhegmatorhina \| \| \| \| \| \| Aprositornis \| \| \| \| \| \| Rhopornis \| \| \| \| \| \| Myrmeciza \| \| \| \| |
|                | \| \| Microrhopiini: Myrmorchilus, Myrmophylax, Ammonastes, Microrhopias, Neoctantes, Epinecrophylla, Clytoctantes (prov.) \| \| \| \| \| \| Formicivorini: Formicivora, Myrmochanes, Terenura, Myrmotherula \| \| \| \| \| \| Thamnophilini: Dichrozona, Rhopias, Isleria, Thamnomanes, Megastictus, Dysithamnus, Herpsilochmus, Cymbilaimus, Taraba, Hypoedaleus, Batara, Mackenziaena, Frederickena, Sakesphorus, Thamnophilus, Biatas (prov.), Radinopsyche, Xenornis (prov.), Sakesphoroides \| \| \| \| \| \| Pyriglenini: Sclateria, Myrmelastes, Hypocnemoides, Hylophylax, Poliocrania, Sipia, Ampelornis, Myrmoborus, Pyriglena, Gymnocichla, Percnostola, Akletos, Hafferia, Myrmoderus, Sciaphylax \| \| \| \| \| \| Pithyini: Cercomacra, Cercomacroides, Drymophila, Hypocnemis, Willisornis, Pithys, Phaenostictus, Phlegopsis, Gymnopithys, Oneillornis, Rhegmatorhina \| \| \| \| \| \| Aprositornis \| \| \| \| \| \| Rhopornis \| \| \| \| \| \| Myrmeciza \| \| \| \| |
|                | Microrhopiini: Myrmorchilus, Myrmophylax, Ammonastes, Microrhopias, Neoctantes, Epinecrophylla, Clytoctantes (prov.) |
|                | |
|                | Formicivorini: Formicivora, Myrmochanes, Terenura, Myrmotherula |
|                | |
|                | Thamnophilini: Dichrozona, Rhopias, Isleria, Thamnomanes, Megastictus, Dysithamnus, Herpsilochmus, Cymbilaimus, Taraba, Hypoedaleus, Batara, Mackenziaena, Frederickena, Sakesphorus, Thamnophilus, Biatas (prov.), Radinopsyche, Xenornis (prov.), Sakesphoroides |
|                | |
|                | Pyriglenini: Sclateria, Myrmelastes, Hypocnemoides, Hylophylax, Poliocrania, Sipia, Ampelornis, Myrmoborus, Pyriglena, Gymnocichla, Percnostola, Akletos, Hafferia, Myrmoderus, Sciaphylax |
|                | |
|                | Pithyini: Cercomacra, Cercomacroides, Drymophila, Hypocnemis, Willisornis, Pithys, Phaenostictus, Phlegopsis, Gymnopithys, Oneillornis, Rhegmatorhina |
|                | |
|                | Aprositornis |
|                | |
|                | Rhopornis |
|                | |
|                | Myrmeciza |
|                | |

|  | Microrhopiini: Myrmorchilus, Myrmophylax, Ammonastes, Microrhopias, Neoctantes, Epinecrophylla, Clytoctantes (prov.) |
|  | |
|  | Formicivorini: Formicivora, Myrmochanes, Terenura, Myrmotherula |
|  | |
|  | Thamnophilini: Dichrozona, Rhopias, Isleria, Thamnomanes, Megastictus, Dysithamnus, Herpsilochmus, Cymbilaimus, Taraba, Hypoedaleus, Batara, Mackenziaena, Frederickena, Sakesphorus, Thamnophilus, Biatas (prov.), Radinopsyche, Xenornis (prov.), Sakesphoroides |
|  | |
|  | Pyriglenini: Sclateria, Myrmelastes, Hypocnemoides, Hylophylax, Poliocrania, Sipia, Ampelornis, Myrmoborus, Pyriglena, Gymnocichla, Percnostola, Akletos, Hafferia, Myrmoderus, Sciaphylax                                                                         |
|  | |
|  | Pithyini: Cercomacra, Cercomacroides, Drymophila, Hypocnemis, Willisornis, Pithys, Phaenostictus, Phlegopsis, Gymnopithys, Oneillornis, Rhegmatorhina |
|  | |
|  | Aprositornis |
|  | |
|  | Rhopornis |
|  | |
|  | Myrmeciza |
|  | |

|                | Euchrepomidinae: Euchrepomis |
|                | |
|                | Myrmornithinae: Myrmornis, Pygiptila, Thamnistes |
|                | |
| Thamnophilinae | \| \| Microrhopiini: Myrmorchilus, Myrmophylax, Ammonastes, Microrhopias, Neoctantes, Epinecrophylla, Clytoctantes (prov.) \| \| \| \| \| \| Formicivorini: Formicivora, Myrmochanes, Terenura, Myrmotherula \| \| \| \| \| \| Thamnophilini: Dichrozona, Rhopias, Isleria, Thamnomanes, Megastictus, Dysithamnus, Herpsilochmus, Cymbilaimus, Taraba, Hypoedaleus, Batara, Mackenziaena, Frederickena, Sakesphorus, Thamnophilus, Biatas (prov.), Radinopsyche, Xenornis (prov.), Sakesphoroides \| \| \| \| \| \| Pyriglenini: Sclateria, Myrmelastes, Hypocnemoides, Hylophylax, Poliocrania, Sipia, Ampelornis, Myrmoborus, Pyriglena, Gymnocichla, Percnostola, Akletos, Hafferia, Myrmoderus, Sciaphylax \| \| \| \| \| \| Pithyini: Cercomacra, Cercomacroides, Drymophila, Hypocnemis, Willisornis, Pithys, Phaenostictus, Phlegopsis, Gymnopithys, Oneillornis, Rhegmatorhina \| \| \| \| \| \| Aprositornis \| \| \| \| \| \| Rhopornis \| \| \| \| \| \| Myrmeciza \| \| \| \| |
|                | \| \| Microrhopiini: Myrmorchilus, Myrmophylax, Ammonastes, Microrhopias, Neoctantes, Epinecrophylla, Clytoctantes (prov.) \| \| \| \| \| \| Formicivorini: Formicivora, Myrmochanes, Terenura, Myrmotherula \| \| \| \| \| \| Thamnophilini: Dichrozona, Rhopias, Isleria, Thamnomanes, Megastictus, Dysithamnus, Herpsilochmus, Cymbilaimus, Taraba, Hypoedaleus, Batara, Mackenziaena, Frederickena, Sakesphorus, Thamnophilus, Biatas (prov.), Radinopsyche, Xenornis (prov.), Sakesphoroides \| \| \| \| \| \| Pyriglenini: Sclateria, Myrmelastes, Hypocnemoides, Hylophylax, Poliocrania, Sipia, Ampelornis, Myrmoborus, Pyriglena, Gymnocichla, Percnostola, Akletos, Hafferia, Myrmoderus, Sciaphylax \| \| \| \| \| \| Pithyini: Cercomacra, Cercomacroides, Drymophila, Hypocnemis, Willisornis, Pithys, Phaenostictus, Phlegopsis, Gymnopithys, Oneillornis, Rhegmatorhina \| \| \| \| \| \| Aprositornis \| \| \| \| \| \| Rhopornis \| \| \| \| \| \| Myrmeciza \| \| \| \| |
|                | Microrhopiini: Myrmorchilus, Myrmophylax, Ammonastes, Microrhopias, Neoctantes, Epinecrophylla, Clytoctantes (prov.) |
|                | |
|                | Formicivorini: Formicivora, Myrmochanes, Terenura, Myrmotherula |
|                | |
|                | Thamnophilini: Dichrozona, Rhopias, Isleria, Thamnomanes, Megastictus, Dysithamnus, Herpsilochmus, Cymbilaimus, Taraba, Hypoedaleus, Batara, Mackenziaena, Frederickena, Sakesphorus, Thamnophilus, Biatas (prov.), Radinopsyche, Xenornis (prov.), Sakesphoroides |
|                | |
|                | Pyriglenini: Sclateria, Myrmelastes, Hypocnemoides, Hylophylax, Poliocrania, Sipia, Ampelornis, Myrmoborus, Pyriglena, Gymnocichla, Percnostola, Akletos, Hafferia, Myrmoderus, Sciaphylax |
|                | |
|                | Pithyini: Cercomacra, Cercomacroides, Drymophila, Hypocnemis, Willisornis, Pithys, Phaenostictus, Phlegopsis, Gymnopithys, Oneillornis, Rhegmatorhina |
|                | |
|                | Aprositornis |
|                | |
|                | Rhopornis |
|                | |
|                | Myrmeciza |
|                | |

|  | Microrhopiini: Myrmorchilus, Myrmophylax, Ammonastes, Microrhopias, Neoctantes, Epinecrophylla, Clytoctantes (prov.) |
|  | |
|  | Formicivorini: Formicivora, Myrmochanes, Terenura, Myrmotherula |
|  | |
|  | Thamnophilini: Dichrozona, Rhopias, Isleria, Thamnomanes, Megastictus, Dysithamnus, Herpsilochmus, Cymbilaimus, Taraba, Hypoedaleus, Batara, Mackenziaena, Frederickena, Sakesphorus, Thamnophilus, Biatas (prov.), Radinopsyche, Xenornis (prov.), Sakesphoroides |
|  | |
|  | Pyriglenini: Sclateria, Myrmelastes, Hypocnemoides, Hylophylax, Poliocrania, Sipia, Ampelornis, Myrmoborus, Pyriglena, Gymnocichla, Percnostola, Akletos, Hafferia, Myrmoderus, Sciaphylax                                                                         |
|  | |
|  | Pithyini: Cercomacra, Cercomacroides, Drymophila, Hypocnemis, Willisornis, Pithys, Phaenostictus, Phlegopsis, Gymnopithys, Oneillornis, Rhegmatorhina |
|  | |
|  | Aprositornis |
|  | |
|  | Rhopornis |
|  | |
|  | Myrmeciza |
|  | |

| Superfamilia Furnarioidea | \| \| Grallariidae \| \| \| \| \| \| Rhinocryptidae \| \| \| \| \| \| Formicariidae \| \| \| \| \| \| Scleruridae \| \| \| \| \| \| Dendrocolaptidae \| \| \| \| \| \| Xenopidae \| \| \| \| \| \| Furnariidae \| \| \| \| |
|                           | \| \| Grallariidae \| \| \| \| \| \| Rhinocryptidae \| \| \| \| \| \| Formicariidae \| \| \| \| \| \| Scleruridae \| \| \| \| \| \| Dendrocolaptidae \| \| \| \| \| \| Xenopidae \| \| \| \| \| \| Furnariidae \| \| \| \| |
|                           | Grallariidae |
|                           | |
|                           | Rhinocryptidae |
|                           | |
|                           | Formicariidae |
|                           | |
|                           | Scleruridae |
|                           | |
|                           | Dendrocolaptidae |
|                           | |
|                           | Xenopidae |
|                           | |
|                           | Furnariidae |
|                           | |

|  | Grallariidae     |
|  |                  |
|  | Rhinocryptidae   |
|  |                  |
|  | Formicariidae    |
|  |                  |
|  | Scleruridae      |
|  |                  |
|  | Dendrocolaptidae |
|  |                  |
|  | Xenopidae        |
|  |                  |
|  | Furnariidae      |
|  |                  |

|                | Euchrepomidinae: Euchrepomis |
|                | |
|                | Myrmornithinae: Myrmornis, Pygiptila, Thamnistes |
|                | |
| Thamnophilinae | \| \| Microrhopiini: Myrmorchilus, Myrmophylax, Ammonastes, Microrhopias, Neoctantes, Epinecrophylla, Clytoctantes (prov.) \| \| \| \| \| \| Formicivorini: Formicivora, Myrmochanes, Terenura, Myrmotherula \| \| \| \| \| \| Thamnophilini: Dichrozona, Rhopias, Isleria, Thamnomanes, Megastictus, Dysithamnus, Herpsilochmus, Cymbilaimus, Taraba, Hypoedaleus, Batara, Mackenziaena, Frederickena, Sakesphorus, Thamnophilus, Biatas (prov.), Radinopsyche, Xenornis (prov.), Sakesphoroides \| \| \| \| \| \| Pyriglenini: Sclateria, Myrmelastes, Hypocnemoides, Hylophylax, Poliocrania, Sipia, Ampelornis, Myrmoborus, Pyriglena, Gymnocichla, Percnostola, Akletos, Hafferia, Myrmoderus, Sciaphylax \| \| \| \| \| \| Pithyini: Cercomacra, Cercomacroides, Drymophila, Hypocnemis, Willisornis, Pithys, Phaenostictus, Phlegopsis, Gymnopithys, Oneillornis, Rhegmatorhina \| \| \| \| \| \| Aprositornis \| \| \| \| \| \| Rhopornis \| \| \| \| \| \| Myrmeciza \| \| \| \| |
|                | \| \| Microrhopiini: Myrmorchilus, Myrmophylax, Ammonastes, Microrhopias, Neoctantes, Epinecrophylla, Clytoctantes (prov.) \| \| \| \| \| \| Formicivorini: Formicivora, Myrmochanes, Terenura, Myrmotherula \| \| \| \| \| \| Thamnophilini: Dichrozona, Rhopias, Isleria, Thamnomanes, Megastictus, Dysithamnus, Herpsilochmus, Cymbilaimus, Taraba, Hypoedaleus, Batara, Mackenziaena, Frederickena, Sakesphorus, Thamnophilus, Biatas (prov.), Radinopsyche, Xenornis (prov.), Sakesphoroides \| \| \| \| \| \| Pyriglenini: Sclateria, Myrmelastes, Hypocnemoides, Hylophylax, Poliocrania, Sipia, Ampelornis, Myrmoborus, Pyriglena, Gymnocichla, Percnostola, Akletos, Hafferia, Myrmoderus, Sciaphylax \| \| \| \| \| \| Pithyini: Cercomacra, Cercomacroides, Drymophila, Hypocnemis, Willisornis, Pithys, Phaenostictus, Phlegopsis, Gymnopithys, Oneillornis, Rhegmatorhina \| \| \| \| \| \| Aprositornis \| \| \| \| \| \| Rhopornis \| \| \| \| \| \| Myrmeciza \| \| \| \| |
|                | Microrhopiini: Myrmorchilus, Myrmophylax, Ammonastes, Microrhopias, Neoctantes, Epinecrophylla, Clytoctantes (prov.) |
|                | |
|                | Formicivorini: Formicivora, Myrmochanes, Terenura, Myrmotherula |
|                | |
|                | Thamnophilini: Dichrozona, Rhopias, Isleria, Thamnomanes, Megastictus, Dysithamnus, Herpsilochmus, Cymbilaimus, Taraba, Hypoedaleus, Batara, Mackenziaena, Frederickena, Sakesphorus, Thamnophilus, Biatas (prov.), Radinopsyche, Xenornis (prov.), Sakesphoroides |
|                | |
|                | Pyriglenini: Sclateria, Myrmelastes, Hypocnemoides, Hylophylax, Poliocrania, Sipia, Ampelornis, Myrmoborus, Pyriglena, Gymnocichla, Percnostola, Akletos, Hafferia, Myrmoderus, Sciaphylax |
|                | |
|                | Pithyini: Cercomacra, Cercomacroides, Drymophila, Hypocnemis, Willisornis, Pithys, Phaenostictus, Phlegopsis, Gymnopithys, Oneillornis, Rhegmatorhina |
|                | |
|                | Aprositornis |
|                | |
|                | Rhopornis |
|                | |
|                | Myrmeciza |
|                | |

|  | Microrhopiini: Myrmorchilus, Myrmophylax, Ammonastes, Microrhopias, Neoctantes, Epinecrophylla, Clytoctantes (prov.) |
|  | |
|  | Formicivorini: Formicivora, Myrmochanes, Terenura, Myrmotherula |
|  | |
|  | Thamnophilini: Dichrozona, Rhopias, Isleria, Thamnomanes, Megastictus, Dysithamnus, Herpsilochmus, Cymbilaimus, Taraba, Hypoedaleus, Batara, Mackenziaena, Frederickena, Sakesphorus, Thamnophilus, Biatas (prov.), Radinopsyche, Xenornis (prov.), Sakesphoroides |
|  | |
|  | Pyriglenini: Sclateria, Myrmelastes, Hypocnemoides, Hylophylax, Poliocrania, Sipia, Ampelornis, Myrmoborus, Pyriglena, Gymnocichla, Percnostola, Akletos, Hafferia, Myrmoderus, Sciaphylax                                                                         |
|  | |
|  | Pithyini: Cercomacra, Cercomacroides, Drymophila, Hypocnemis, Willisornis, Pithys, Phaenostictus, Phlegopsis, Gymnopithys, Oneillornis, Rhegmatorhina |
|  | |
|  | Aprositornis |
|  | |
|  | Rhopornis |
|  | |
|  | Myrmeciza |
|  | |

|                | Euchrepomidinae: Euchrepomis |
|                | |
|                | Myrmornithinae: Myrmornis, Pygiptila, Thamnistes |
|                | |
| Thamnophilinae | \| \| Microrhopiini: Myrmorchilus, Myrmophylax, Ammonastes, Microrhopias, Neoctantes, Epinecrophylla, Clytoctantes (prov.) \| \| \| \| \| \| Formicivorini: Formicivora, Myrmochanes, Terenura, Myrmotherula \| \| \| \| \| \| Thamnophilini: Dichrozona, Rhopias, Isleria, Thamnomanes, Megastictus, Dysithamnus, Herpsilochmus, Cymbilaimus, Taraba, Hypoedaleus, Batara, Mackenziaena, Frederickena, Sakesphorus, Thamnophilus, Biatas (prov.), Radinopsyche, Xenornis (prov.), Sakesphoroides \| \| \| \| \| \| Pyriglenini: Sclateria, Myrmelastes, Hypocnemoides, Hylophylax, Poliocrania, Sipia, Ampelornis, Myrmoborus, Pyriglena, Gymnocichla, Percnostola, Akletos, Hafferia, Myrmoderus, Sciaphylax \| \| \| \| \| \| Pithyini: Cercomacra, Cercomacroides, Drymophila, Hypocnemis, Willisornis, Pithys, Phaenostictus, Phlegopsis, Gymnopithys, Oneillornis, Rhegmatorhina \| \| \| \| \| \| Aprositornis \| \| \| \| \| \| Rhopornis \| \| \| \| \| \| Myrmeciza \| \| \| \| |
|                | \| \| Microrhopiini: Myrmorchilus, Myrmophylax, Ammonastes, Microrhopias, Neoctantes, Epinecrophylla, Clytoctantes (prov.) \| \| \| \| \| \| Formicivorini: Formicivora, Myrmochanes, Terenura, Myrmotherula \| \| \| \| \| \| Thamnophilini: Dichrozona, Rhopias, Isleria, Thamnomanes, Megastictus, Dysithamnus, Herpsilochmus, Cymbilaimus, Taraba, Hypoedaleus, Batara, Mackenziaena, Frederickena, Sakesphorus, Thamnophilus, Biatas (prov.), Radinopsyche, Xenornis (prov.), Sakesphoroides \| \| \| \| \| \| Pyriglenini: Sclateria, Myrmelastes, Hypocnemoides, Hylophylax, Poliocrania, Sipia, Ampelornis, Myrmoborus, Pyriglena, Gymnocichla, Percnostola, Akletos, Hafferia, Myrmoderus, Sciaphylax \| \| \| \| \| \| Pithyini: Cercomacra, Cercomacroides, Drymophila, Hypocnemis, Willisornis, Pithys, Phaenostictus, Phlegopsis, Gymnopithys, Oneillornis, Rhegmatorhina \| \| \| \| \| \| Aprositornis \| \| \| \| \| \| Rhopornis \| \| \| \| \| \| Myrmeciza \| \| \| \| |
|                | Microrhopiini: Myrmorchilus, Myrmophylax, Ammonastes, Microrhopias, Neoctantes, Epinecrophylla, Clytoctantes (prov.) |
|                | |
|                | Formicivorini: Formicivora, Myrmochanes, Terenura, Myrmotherula |
|                | |
|                | Thamnophilini: Dichrozona, Rhopias, Isleria, Thamnomanes, Megastictus, Dysithamnus, Herpsilochmus, Cymbilaimus, Taraba, Hypoedaleus, Batara, Mackenziaena, Frederickena, Sakesphorus, Thamnophilus, Biatas (prov.), Radinopsyche, Xenornis (prov.), Sakesphoroides |
|                | |
|                | Pyriglenini: Sclateria, Myrmelastes, Hypocnemoides, Hylophylax, Poliocrania, Sipia, Ampelornis, Myrmoborus, Pyriglena, Gymnocichla, Percnostola, Akletos, Hafferia, Myrmoderus, Sciaphylax |
|                | |
|                | Pithyini: Cercomacra, Cercomacroides, Drymophila, Hypocnemis, Willisornis, Pithys, Phaenostictus, Phlegopsis, Gymnopithys, Oneillornis, Rhegmatorhina |
|                | |
|                | Aprositornis |
|                | |
|                | Rhopornis |
|                | |
|                | Myrmeciza |
|                | |

|  | Microrhopiini: Myrmorchilus, Myrmophylax, Ammonastes, Microrhopias, Neoctantes, Epinecrophylla, Clytoctantes (prov.) |
|  | |
|  | Formicivorini: Formicivora, Myrmochanes, Terenura, Myrmotherula |
|  | |
|  | Thamnophilini: Dichrozona, Rhopias, Isleria, Thamnomanes, Megastictus, Dysithamnus, Herpsilochmus, Cymbilaimus, Taraba, Hypoedaleus, Batara, Mackenziaena, Frederickena, Sakesphorus, Thamnophilus, Biatas (prov.), Radinopsyche, Xenornis (prov.), Sakesphoroides |
|  | |
|  | Pyriglenini: Sclateria, Myrmelastes, Hypocnemoides, Hylophylax, Poliocrania, Sipia, Ampelornis, Myrmoborus, Pyriglena, Gymnocichla, Percnostola, Akletos, Hafferia, Myrmoderus, Sciaphylax                                                                         |
|  | |
|  | Pithyini: Cercomacra, Cercomacroides, Drymophila, Hypocnemis, Willisornis, Pithys, Phaenostictus, Phlegopsis, Gymnopithys, Oneillornis, Rhegmatorhina |
|  | |
|  | Aprositornis |
|  | |
|  | Rhopornis |
|  | |
|  | Myrmeciza |
|  | |

| Superfamilia Furnarioidea | \| \| Grallariidae \| \| \| \| \| \| Rhinocryptidae \| \| \| \| \| \| Formicariidae \| \| \| \| \| \| Scleruridae \| \| \| \| \| \| Dendrocolaptidae \| \| \| \| \| \| Xenopidae \| \| \| \| \| \| Furnariidae \| \| \| \| |
|                           | \| \| Grallariidae \| \| \| \| \| \| Rhinocryptidae \| \| \| \| \| \| Formicariidae \| \| \| \| \| \| Scleruridae \| \| \| \| \| \| Dendrocolaptidae \| \| \| \| \| \| Xenopidae \| \| \| \| \| \| Furnariidae \| \| \| \| |
|                           | Grallariidae |
|                           | |
|                           | Rhinocryptidae |
|                           | |
|                           | Formicariidae |
|                           | |
|                           | Scleruridae |
|                           | |
|                           | Dendrocolaptidae |
|                           | |
|                           | Xenopidae |
|                           | |
|                           | Furnariidae |
|                           | |

|  | Grallariidae     |
|  |                  |
|  | Rhinocryptidae   |
|  |                  |
|  | Formicariidae    |
|  |                  |
|  | Scleruridae      |
|  |                  |
|  | Dendrocolaptidae |
|  |                  |
|  | Xenopidae        |
|  |                  |
|  | Furnariidae      |
|  |                  |

## Lista sistemática de géneros y especies
Según las clasificaciones del Congreso Ornitológico Internacional (IOC) y Clements checklist/eBird la familia agrupa a los siguientes géneros y especies, con las diferencias taxonómicas entre dichas clasificaciones comentadas en Notas taxonómicas, así como también de las clasificaciones Aves del Mundo (HBW) y Birdlife International (BLI). Los taxones para los cuales no hay completo acuerdo sobre su categoría de especie plena o de subespecie, exhiben el nombre de la nominal entre paréntesis. Los nombres en español son los adoptados por la Sociedad Española de Ornitología (SEO), excepto aquellos entre paréntesis, que son los atribuidos por Aves del Mundo.
| Imagen | Género / Autor                                                                 | Especies / Nombres comunes |
| ------ | ------------------------------------------------------------------------------ | --- |
|        | Euchrepomis P.L. Sclater, 1855                                                 | - Euchrepomis callinota — tiluchí lomirrufo; - Euchrepomis humeralis — tiluchí hombrocastaño; - Euchrepomis sharpei — tiluchí lomigualdo; - Euchrepomis spodioptila — tiluchí piojito. |
|        | Cymbilaimus G.R. Gray, 1840                                                    | - Cymbilaimus lineatus — batará lineado; - Cymbilaimus sanctaemariae — batará de Madre de Dios. |
|        | Hypoedaleus Cabanis & Heine, 1859                                              | - Hypoedaleus guttatus — batará goteado. |
|        | Batara Lesson, 1831                                                            | - Batara cinerea — batará gigante. |
|        | Mackenziaena Chubb, 1918                                                       | - Mackenziaena leachii — batará pintado; - Mackenziaena severa — batará copetón. |
|        | Frederickena Vieillot, 1816                                                    | - Frederickena viridis — batará gorginegro; - Frederickena unduliger — batará ondulado; - Frederickena fulva — (batará leonado). |
|        | Taraba Lesson, 1830                                                            | - Taraba major — batará mayor. |
|        | Sakesphorus Chubb, 1918                                                        | - Sakesphorus canadensis — batará crestinegro; - Sakesphorus (canadensis) pulchellus — (batará bonito); - Sakesphorus luctuosus — batará luctuoso. |
|        | Radinopsyche Whitney, Bravo, Belmonte-Lopes, Bornschein, Pie & Brumfield, 2021 | - Radinopsyche sellowi — tiluchí de caatinga. |
|        | Biatas Cabanis & Heine, 1859                                                   | - Biatas nigropectus — batará pechinegro. |
|        | Thamnophilus Vieillot, 1816                                                    | - Thamnophilus doliatus batará barrado; - Thamnophilus (doliatus) capistratus (batará barrado de la caatinga); - Thamnophilus ruficapillus batará pardo; - Thamnophilus (ruficapillus) subfasciatus (batará pardo norteño); - Thamnophilus torquatus — batará alirrufo; - Thamnophilus zarumae — batará de Chapman; - Thamnophilus multistriatus — batará crestibarrado; - Thamnophilus tenuepunctatus — batará vermiculado; - Thamnophilus palliatus—batará dorsicastaño; - Thamnophilus bernardi — batará collarejo; - Thamnophilus (bernardi) shumbae (batará del Marañon); - Thamnophilus atrinucha — batará pizarroso occidental; - Thamnophilus bridgesi — batará negruzco; - Thamnophilus schistaceus — batará alillano; - Thamnophilus murinus — batará murino; - Thamnophilus nigriceps — batará negro; - Thamnophilus praecox — batará de Cocha; - Thamnophilus cryptoleucus — batará de Castelnau; - Thamnophilus nigrocinereus — batará ceniciento; - Thamnophilus punctatus — batará pizarroso punteado; - Thamnophilus stictocephalus — batará pizarroso de Natterer; - Thamnophilus sticturus — batará pizarroso boliviano; - Thamnophilus pelzelni — batará pizarroso del Planalto; - Thamnophilus ambiguus — batará pizarroso de Sooretama; - Thamnophilus caerulescens — batará variable; - Thamnophilus unicolor — batará unicolor; - Thamnophilus aethiops — batará hombroblanco; - Thamnophilus aroyae — batará montano; - Thamnophilus melanonotus — batará dorsinegro; - Thamnophilus melanothorax — batará guayanés; - Thamnophilus amazonicus — batará amazónico; - Thamnophilus insignis — batará insigne; - Thamnophilus divisorius — batará de Acre. |
|        | Rhopias Cabanis & Heine, 1860                                                  | - Rhopias gularis — hormiguerito gorgipinto. |
|        | Megastictus Ridgway, 1909                                                      | - Megastictus margaritatus — batará perlado. |
|        | Neoctantes P.L. Sclater, 1869                                                  | - Neoctantes niger — batará arbustero. |
|        | Clytoctantes Elliot, 1870                                                      | - Clytoctantes alixii — batará piquicurvo; - Clytoctantes atrogularis — batará de Rondonia. |
|        | Thamnistes P.L. Sclater & Salvin, 1860                                         | - Thamnistes anabatinus — batará café (occidental); - Thamnistes (anabatinus) aequatorialis — (batará café oriental); - Thamnistes rufescens – (batará rojizo). |
|        | Sakesphoroides Grantsau,2010                                                   | - Sakesphoroides cristatus — batará crestado. |
|        | Dysithamnus Cabanis, 1847                                                      | - Dysithamnus stictothorax — batarito pechipinto; - Dysithamnus mentalis — batarito cabecigrís; - Dysithamnus striaticeps — batarito estriado; - Dysithamnus puncticeps — batarito coronipunteado; - Dysithamnus xanthopterus — batarito dorsirrufo; - Dysithamnus occidentalis — batarito bicolor; - Dysithamnus plumbeus — batarito plomizo; - Dysithamnus leucostictus — batarito albilistado. |
|        | Thamnomanes Cabanis, 1847                                                      | - Thamnomanes ardesiacus — batará gorgioscuro; - Thamnomanes caesius — batará cinéreo; - Thamnomanes schistogynus — batará azulino; - Thamnomanes saturninus — batará saturnino. |
|        | Xenornis Chapman, 1924                                                         | - Xenornis setifrons — batará moteado. |
|        | Isleria Bravo, Chesser & Brumfield, 2012                                       | - Isleria guttata — hormiguerito ventrirrufo; - Isleria hauxwelli — hormiguerito de Hauxwell. |
|        | Pygiptila P.L. Sclater, 1858                                                   | - Pygiptila stellaris — batará estrellado. |
|        | Epinecrophylla M.L. Isler & Brumfield, 2006                                    | - Epinecrophylla fulviventris — hormiguerito leonado; - Epinecrophylla gutturalis — hormiguerito ventripardo; - Epinecrophylla leucophthalma — hormiguerito ojiblanco; - Epinecrophylla haematonota — hormiguerito dorsirrojo; - Epinecrophylla (haematonota) pyrrhonota — (hormiguerito del Negro); - Epinecrophylla haematonota fjeldsaai — hormiguerito del Yasuní; - Epinecrophylla amazonica — (hormiguerito dorsirrojo oriental); - Epinecrophylla (amazonica) dentei — (hormiguerito del Roosevelt); - Epinecrophylla spodionota — hormiguerito submontano; - Epinecrophylla ornata — hormiguerito ornado; - Epinecrophylla (ornata) hoffmannsi — (hormiguerito ornado oriental); - Epinecrophylla erythrura — hormiguerito colirrufo. |
|        | Myrmotherula P.L. Sclater, 1858                                                | - Myrmotherula brachyura — hormiguerito pigmeo; - Myrmotherula ignota — hormiguerito de Griscom; - Myrmotherula ambigua — hormiguerito gorgiamarillo; - Myrmotherula sclateri — hormiguerito de Sclater; - Myrmotherula surinamensis — hormiguerito de Surinam; - Myrmotherula multostriata — hormiguerito amazónico; - Myrmotherula pacifica — hormiguerito del Pacífico; - Myrmotherula cherriei — hormiguerito de Cherrie; - Myrmotherula klagesi — hormiguerito de Klages; - Myrmotherula longicauda — hormiguerito pechilistado; - Myrmotherula axillaris — hormiguerito flanquialbo; - Myrmotherula (axillaris) luctuosa — (hormiguerito luctuoso); - Myrmotherula schisticolor — hormiguerito pizarroso; - Myrmotherula sunensis — hormiguerito del Suno; - Myrmotherula minor — hormiguerito de Salvadori; - Myrmotherula longipennis — hormiguerito alilargo; - Myrmotherula urosticta — hormiguerito atlántico; - Myrmotherula iheringi — hormiguerito de Ihering; - Myrmotherula (iheringi) oreni — (hormiguerito del bambú); - Myrmotherula (iheringi) heteroptera — (hormiguerito del Purús); - Myrmotherula fluminensis — hormiguerito carioca; - Myrmotherula grisea — hormiguerito ceniciento; - Myrmotherula unicolor — hormiguero unicolor; - Myrmotherula snowi — hormiguerito de Alagoas; - Myrmotherula behni — hormiguerito de Behn; - Myrmotherula menetriesii — hormiguerito gris; - Myrmotherula assimilis — hormiguerito plomizo. |
|        | Dichrozona Ridgway, 1888                                                       | - Dichrozona cincta — hormiguero bandeado. |
|        | Myrmorchilus Ridgway, 1909                                                     | - Myrmorchilus strigilatus — hormiguero estriado. |
|        | Herpsilochmus Cabanis, 1847                                                    | - Herpsilochmus pileatus — tiluchí pileado; - Herpsilochmus atricapillus — tiluchí plomizo; - Herpsilochmus praedictus — (tiluchí de Purús); - Herpsilochmus stotzi — (tiluchí de Aripuana); - Herpsilochmus motacilloides — tiluchí motaciloide; - Herpsilochmus parkeri — tiluchí de Parker; - Herpsilochmus sticturus — tiluchí colipunteado; - Herpsilochmus dugandi — tiluchí de Dugand; - Herpsilochmus stictocephalus — tiluchí de Todd; - Herpsilochmus gentryi — tiluchí antiguo; - Herpsilochmus dorsimaculatus — tiluchí dorsimanchado; - Herpsilochmus roraimae — tiluchí del Roraima; - Herpsilochmus pectoralis — tiluchí pectoral; - Herpsilochmus longirostris — tiluchí piquilargo; - Herpsilochmus axillaris — tiluchí pechiamarillo; - Herpsilochmus rufimarginatus — tiluchí alirrufo; - Herpsilochmus frater — (tiluchí alirrufo norteño). |
|        | Microrhopias P.L. Sclater, 1862                                                | - Microrhopias quixensis — hormiguerito del Quijos. |
|        | Formicivora Swainson, 1824                                                     | - Formicivora iheringi — hormiguerito picofino; - Formicivora erythronotos — hormiguerito encapuchado; - Formicivora grisea — hormiguerito coicorita; - Formicivora intermedia — (hormiguerito coicorita norteño); - Formicivora serrana — hormiguero serrano; - Formicivora serrana littoralis — hormiguerito litoral; - Formicivora melanogaster — hormiguerito ventrinegro; - Formicivora rufa — hormiguerito dorsirrufo; - Formicivora grantsaui — (hormiguerito de Sincorá); - Formicivora acutirostris — hormiguerito del Paraná; - Formicivora (acutirostris) paludicola — (hormiguerito paludícola). |
|        | Drymophila Swainson, 1824                                                      | - Drymophila ferruginea — tiluchí herrumbroso; - Drymophila rubricollis — tiluchí colorado; - Drymophila genei — tiluchí colirrufo; - Drymophila ochropyga — tiluchí culipardo; - Drymophila malura — tiluchí estriado oriental; - Drymophila squamata — tiluchí escamoso; - Drymophila devillei — tiluchí estriado occidental; - Drymophila caudata — tiluchí colilargo; - Drymophila klagesi — (tiluchí de Klages); - Drymophila hellmayri — (tiluchí de Santa Marta); - Drymophila striaticeps — (hormiguero cabeciestriado). |
|        | Hypocnemis Cabanis, 1847                                                       | - Hypocnemis cantator — hormiguero cantarín; - Hypocnemis flavescens — (hormiguero amarillento); - Hypocnemis peruviana — (hormiguero peruano); - Hypocnemis subflava — (hormiguero pechiamarillo); - Hypocnemis ochrogyna — (hormiguero boliviano); - Hypocnemis striata — (hormiguero de Spix); - Hypocnemis rondoni — (hormiguero de Manicoré); - Hypocnemis hypoxantha — hormiguero cejiamarillo. |
|        | Terenura Cabanis & Heine, 1859                                                 | - Terenura maculata — tiluchí enano; - Terenura sicki — tiluchí de Sick. |
|        | Cercomacroides Tello & Raposo, 2014                                            | - Cercomacroides laeta — hormiguero de Willis; - Cercomacroides parkeri — hormiguero de Parker; - Cercomacroides tyrannina — hormiguero tirano; - Cercomacroides serva — hormiguero negro; - Cercomacroides nigrescens — hormiguero negruzco; - Cercomacroides fuscicauda — (hormiguero ribereño). |
|        | Cercomacra P.L. Sclater, 1858                                                  | - Cercomacra manu — hormiguero del Manu; - Cercomacra cinerascens — hormiguero gris; - Cercomacra brasiliana — hormiguero brasileño; - Cercomacra melanaria — hormiguero de Mato Grosso; - Cercomacra ferdinandi — hormiguero de Bananal. - Cercomacra nigricans — hormiguero azabache; - Cercomacra carbonaria — hormiguero del Branco. |
|        | Pyriglena Vieillot, 1818                                                       | - Pyriglena leuconota — ojodefuego dorsiblanco; - Pyriglena maura — ojodefuego occidental; - Pyriglena similis — ojodefuego del Tapajós; - Pyriglena atra — ojodefuego de Bahía; - Pyriglena leucoptera — ojodefuego aliblanco. |
|        | Rhopornis Richmond, 1902                                                       | - Rhopornis ardesiacus — hormiguero esbelto. |
|        | Myrmoborus Cabanis & Heine, 1859                                               | - Myrmoborus leucophrys — hormiguero cejiblanco; - Myrmoborus lugubris — hormiguero lúgubre; - Myrmoborus myotherinus — hormiguero carinegro; - Myrmoborus melanurus — hormiguero colinegro. - Myrmoborus lophotes — hormiguero crestado. |
|        | Hypocnemoides Bangs & T.E Penard, 1918                                         | - Hypocnemoides melanopogon — hormiguero barbinegro; - Hypocnemoides maculicauda — hormiguero colibandeado. |
|        | Myrmochanes Allen, 1889                                                        | - Myrmochanes hemileucus — hormiguero negriblanco. |
|        | Gymnocichla P.L. Sclater, 1858                                                 | - Gymnocichla nudiceps — hormiguero calvo. |
|        | Sclateria Oberholser, 1899                                                     | - Sclateria naevia — hormiguero plateado. |
|        | Percnostola Cabanis & Heine, 1859                                              | - Percnostola rufifrons — hormiguero cabecinegro; - Percnostola arenarum — hormiguero del Allpahuayo. |
|        | Myrmelastes P.L. Sclater, 1858                                                 | - Myrmelastes schistaceus — hormiguero pizarroso; - Myrmelastes saturatus — (hormiguero del Roraima); - Myrmelastes hyperythrus — hormiguero plomizo; - Myrmelastes leucostigma — hormiguero alimoteado; - Myrmelastes humaythae — (hormiguero de Humaitá); - Myrmelastes brunneiceps — (hormiguero de Carabaya); - Myrmelastes rufifacies — (hormiguero del Tapajós); - Myrmelastes caurensis — hormiguero del Caura. |
|        | Myrmeciza G.R. Gray, 1841                                                      | - Myrmeciza longipes — hormiguero ventriblanco. |
|        | Poliocrania M.L. Isler, Bravo & Brumfield, 2013                                | - Poliocrania exsul — hormiguero dorsicastaño; - Poliocrania (exsul) maculifer — (hormiguero colicorto). |
|        | Ampelornis M.L. Isler, Bravo & Brumfield, 2013                                 | - Ampelornis griseiceps — hormiguero cabecigrís. |
|        | Sipia Hellmayr, 1924                                                           | - Sipia laemosticta — hormiguero guardarribera; - Sipia palliata — (hormiguero guardarribera oriental); - Sipia nigricauda — hormiguero de Esmeraldas; - Sipia berlepschi — hormiguero colimocho. |
|        | Sciaphylax M.L. Isler, Bravo & Brumfield, 2013                                 | - Sciaphylax hemimelaena — hormiguero colicastaño sureño; - Sciaphylax castanea — hormiguero colicastaño norteño. |
|        | Myrmoderus Ridgway, 1909                                                       | Myrmoderus ferrugineus — hormiguero ferruginoso; - Myrmoderus ruficauda — hormiguero festoneado; - Myrmoderus loricatus — hormiguero enmascarado; - Myrmoderus squamosus — hormiguero escamoso; - Myrmoderus eowilsoni — hormiguero de la Cordillera Azul. |
|        | Akletos Dunajewski, 1948                                                       | - Akletos melanoceps — hormiguero hombroblanco; - Akletos goeldii — hormiguero de Goeldi. |
|        | Hafferia M.L. Isler, Bravo & Brumfield, 2013                                   | - Hafferia fortis — hormiguero tiznado; - Hafferia zeledoni — (hormiguero de Zeledón); - Hafferia immaculata — hormiguero inmaculado. |
|        | Aprositornis M.L. Isler, Bravo & Brumfield, 2013                               | - Aprositornis disjuncta — hormiguero del Yapanaca. |
|        | Myrmophylax Todd, 1927                                                         | - Myrmophylax atrothorax — hormiguero gorginegro. |
|        | Ammonastes M.L. Isler, Bravo & Brumfield, 2013                                 | - Ammonastes pelzelni — hormiguero ventrigrís. |
|        | Myrmornis Hermann, 1783                                                        | - Myrmornis torquata — hormiguero alifranjeado; - Myrmornis (torquata) stictoptera — hormiguero alifranjeado norteño. |
|        | Pithys Vieillot, 1818                                                          | - Pithys albifrons — hormiguero cuerniblanco; - Pithys castaneus — hormiguero castaño. |
|        | Gymnopithys Bonaparte, 1857                                                    | - Gymnopithys bicolor — (hormiguero bicolor); - Gymnopithys leucaspis — (hormiguero cariblanco); - Gymnopithys rufigula — hormiguero gorgirrufo; |
|        | Oneillornis M.L. Isler, Bravo & Brumfield, 2013                                | - Oneillornis salvini — hormiguero gorgiblanco; - Oneillornis lunulatus — hormiguero lunulado. |
|        | Rhegmatorhina Ridgway, 1888                                                    | - Rhegmatorhina gymnops — hormiguero ojicalvo; - Rhegmatorhina berlepschi — hormiguero arlequín; - Rhegmatorhina hoffmannsi — hormiguero pechiblanco; - Rhegmatorhina cristata — hormiguero cresticastaño; - Rhegmatorhina melanosticta — hormiguero canoso. |
|        | Hylophylax Ridgway, 1909                                                       | - Hylophylax naevioides — hormiguero moteado; - Hylophylax naevius — hormiguero dorsipunteado; - Hylophylax punctulatus — hormiguero punteado. |
|        | Willisornis Agne & Pacheco, 2007                                               | - Willisornis poecilinotus — hormiguero dorsiescamado (común); - Willisornis vidua — (hormiguero dorsiescamado del Xingú); - Willisornis (vidua) nigrigula — (hormiguero dorsiescamado del Tapajós). |
|        | Phlegopsis Reichenbach, 1850                                                   | - Phlegopsis nigromaculata — hormiguero maculado; - Phlegopsis erythroptera — hormiguero alirrojo; - Phlegopsis borbae — hormiguero de Skutch. |
|        | Phaenostictus Ridgway, 1909                                                    | - Phaenostictus mcleannani — hormiguero ocelado. |